# Evan Williams (bloguero)
Evan Clark Williams (Clarks, Nebraska, 31 de marzo de 1972) es un empresario estadounidense que ha fundado varias empresas de Internet, incluyendo Pyra Labs (plataforma creadora del weblog, el software de creación de Blogger), Twitter, del que fue director ejecutivo hasta su sustitución por Dick Costolo y Medium.

## Temprana edad y educación
Williams nació en Clarks, Nebraska, como el tercer hijo de Laurie Howe y Monte Williams. Creció en una granja en Clarks, donde ayudó con el riego de cultivos durante los veranos. Asistió a la Universidad de Nebraska-Lincoln durante un año y medio, donde se unió a Farmhouse Fraternity, dejándolo para seguir su carrera.

## Carrera

### Primeros pasos
Después de dejar la universidad, Williams trabajó en varios puestos de trabajo de tecnología y empresas de nueva creación en Florida, en Key West y en Texas, en Dallas y Austin, antes de regresar a su granja familiar en Nebraska. En 1996, Williams se mudó a Sebastopol, California, en el condado de Sonoma, para trabajar para la empresa de publicaciones tecnológicas O'Reilly Media. Comenzó en O'Reilly en una posición de mercadotecnia, más tarde se convirtió en un contratista independiente que escribe código de computadora, lo que generó oportunidades independientes con compañías como Intel y Hewlett-Packard.

### Pyra Labs and Blogger
Evan Williams y Meg Hourihan cofundaron Pyra Labs para crear software de gestión de proyectos. Una función para tomar notas se convirtió en Blogger, una de las primeras aplicaciones web para crear y administrar weblogs. Williams acuñó el término "blogger" y fue instrumental en la popularización del término "blog". Pyra sobrevivió a la partida de Hourihan y otros empleados, y más tarde, fue adquirida por Google el 13 de febrero de 2003.

### Twitter
Entre los proyectos de Obvious Corporation se encuentra Twitter, un popular servicio gratuito de redes sociales y microblogs. Twitter se convirtió en una nueva compañía en abril de 2007, con Williams como cofundador, miembro de la junta e inversor. En octubre de 2008, Williams se convirtió en CEO de Twitter, desplazando a Jack Dorsey, que se convirtió en presidente del consejo.
Para febrero de 2009, Compete.com clasificó a Twitter como la tercera red social más utilizada, según su recuento de 6 millones de visitas mensuales únicas y 55 millones de visitas mensuales.  A partir de febrero de 2013, Twitter tenía 200 millones de usuarios registrados. Recibe 300,000 nuevos usuarios por día y, a partir de agosto de 2015, se ubicó duodécimo en el mundo. Recibe más de 300 millones de visitantes únicos y más de cinco mil millones de personas en tráfico al mes. El 75% de su tráfico proviene de fuera de Twitter.com.
En octubre de 2010, Williams renunció al puesto de CEO, explicando que estaría "completamente enfocado en la estrategia del producto" y nombró a Dick Costolo como su reemplazo.

### Medium
El 25 de septiembre de 2012, Williams creó una plataforma de publicación, Medium (en Medium.com). Inicialmente, solo estaba disponible para los primeros usuarios, pero se abrió al público en 2013.
El 5 de abril de 2013, Williams y Stone anunciaron que se estarían deshaciendo de Obvious Corporation mientras se enfocaban en nuevas empresas individuales.

## Futuros planes empresariales
A pesar de tener un patrimonio neto superior a $ 1B (generado por la adquisición o oferta pública de las empresas mencionadas anteriormente) y tener una reputación de conocimiento de los medios de comunicación, ninguno de los negocios destacados de Williams ha sido rentable en términos convencionales.
Después de que Donald Trump acreditara su elección al uso de Twitter, Evan Williams declaró que si era cierto, lo lamentaba y le preocupaba que la plataforma de Internet recompensara los extremos. Williams le dijo a Associated Press que ya no cree en la libertad de expresión en Internet, aunque no indicó los formatos de censura exactos que propondría. Sus reflexiones sobre los objetivos futuros del negocio incluyen consideraciones sobre el efecto de Internet en la sociedad.